# Ідеократія
Ідеокра́тія — державний або соціальний лад на основі домінуючої ідеології.
Поняття «Ідеократія» не слід плутати з «Ідеократизмом». Ідеократія — домінування ідеології в суспільстві, в той час як ідеократизм — бажання підпорядкувати всі дії і вчинки вимогам розуму, а не почуттів.
Особливості:
- Догматизм або домінування певної системи поглядів для діяльності, вчинків, цінностей, норм;
- Високий рівень знеособлення членів суспільства;
- Придушення інакомислення;
- Консерватизм;
- Ідейні стимули панують над економічними і соціальними;
- Вторгнення і проникнення ідеї, крім філософського знання, в інші види знання — побутове і навіть наукове.
- Велика кількість пропаганди.
- Приклади таких країн: СРСР, країни Варшавського пакту, комуністичні країни Азії
- При